# Raimund Kittl
Raimund Kittl (* 29. Juli 1932 in Wien; † 28. Februar 2017 in Kaltenhörn) war ein österreichischer Gürtler, Ziseleur und Metallbildhauer.

## Leben
Kittl war gelernter Modell-Bildhauer-Meister sowie Gürtler- und Ziseliermeister. Nach dem Zweiten Weltkrieg beschäftigte er sich mit der Reparatur und der Restauration von Denkmalen. Später zog er von Österreich nach Deutschland. Er lebte längere Zeit in Flensburg, wo er mit dem Künstler Hein Hoop zusammenarbeitete.
1964 gründete er in der Bremer Straße 72 auf der Landzunge im Düsseldorfer Hafen seine eigene Gießerei, die neben Abgüssen von neuen Metallobjekten auch Vergrößerungen und Verkleinerungen bestehender Objekte im Sandform- und Wachsausschmelzverfahren herstellte.
Er war Professor an der Kunstakademie Düsseldorf und bis zu seiner Pensionierung Leiter der Werkstatt für Kunstgießerei in der Eiskellerstraße 1.
1999 übernahm der Ziseleurmeister Rolf Kayser die Kunstgießerei Kittls im Hafen Düsseldorfs, in der er seine Ausbildung erhalten hatte, und löste seinen Meister in dessen Werkstatt ab. 2008 trat das Ehepaar Marija und Raimund Kittl endgültig von der Geschäftsführung zurück und bestellte Rolf Kayser als neuen Geschäftsführer.
Raimund Kittl bezeichnete sich selbst als „Naturalist“. Er besaß nach eigener Aussage die Fähigkeit, schneller einen Kopf zu formen als ihn zu zeichnen. Er lebte lange Zeit in Tetenbüll und starb 2017 in Kaltenhörn.

## Werk (Auswahl)

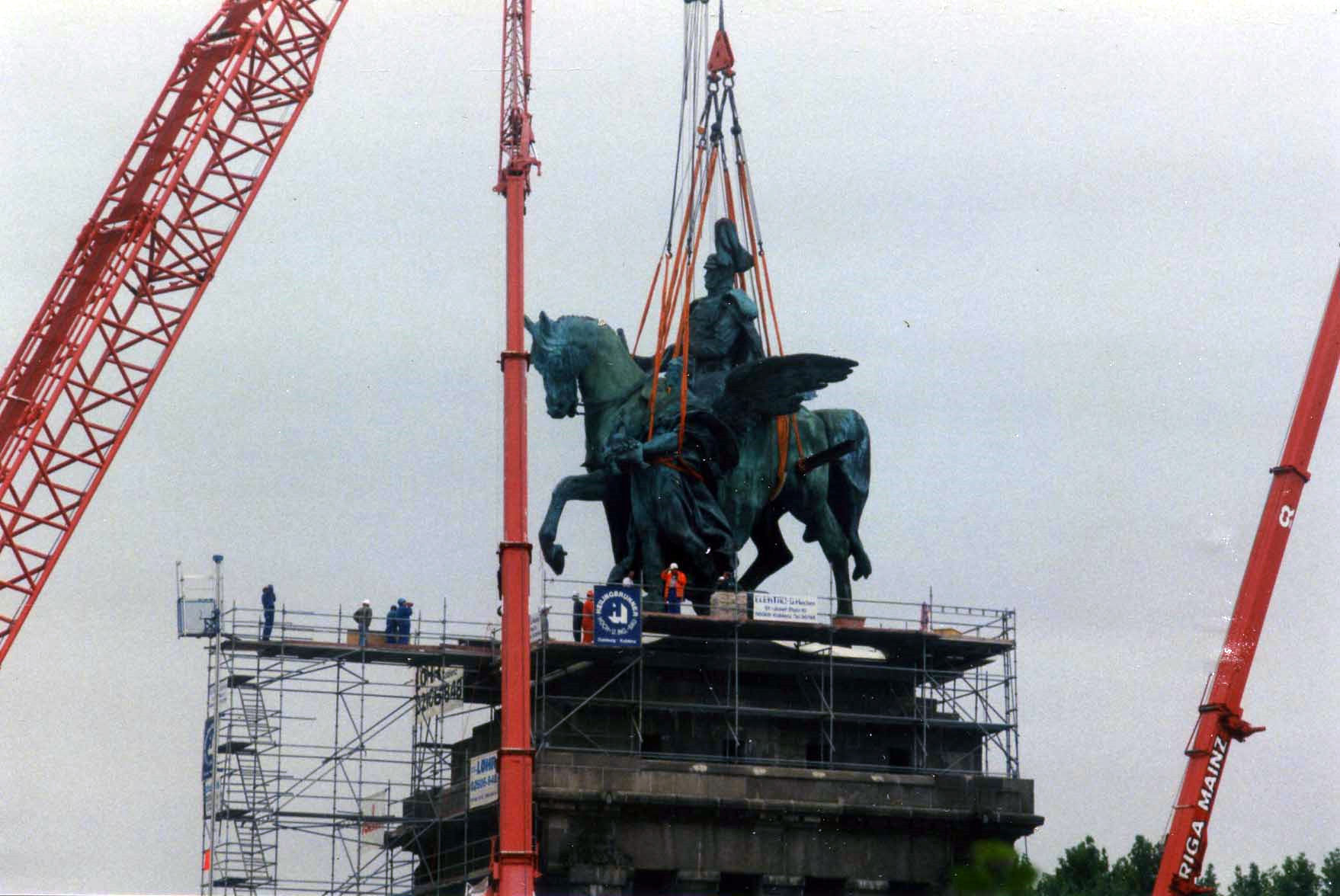
Die wiederhergestellte Figurengruppe wird auf den Sockel des Deutschen Ecks gehoben, 1993

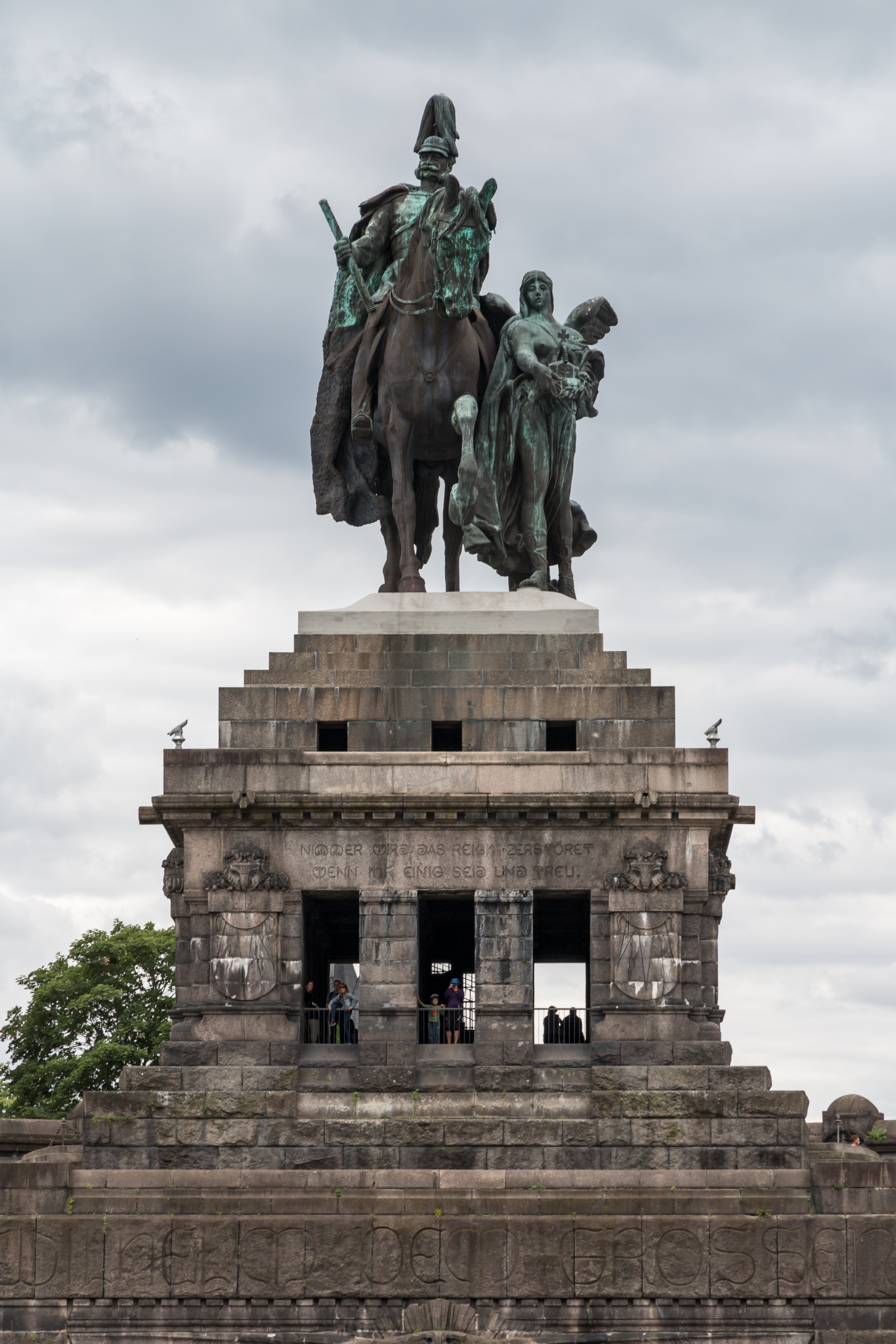
Frontansicht des rekonstruierten Reiterstandbilds Wilhelms I. mit Siegesengel

Einer der Höhepunkte in Kittls Schaffen war 1993 die Rekonstruktion des Reiterstandbilds Wilhelms I. mit Siegesengel am Deutschen Eck in Koblenz.
Das ehemals dort bestehende Reiterstandbild war im März 1945 durch die Artillerie der 3. US-Armee von der Pfeilerhalle geschossen und damit weitgehend zerstört worden. Werner Theisen (ehemaliger Verleger der Rhein-Zeitung) und dessen Ehefrau Anneliese hatten sich 1987 verpflichtet, die Rekonstruktion des zerstörten Standbildes zu finanzieren und es der Stadt Koblenz zu schenken, wozu die Bürgerinitiative Deutsches Eck e. V. gegründet wurde. Zwischen dem Land Rheinland-Pfalz, der Stadt Koblenz, dem Stifter und anderen Gruppierungen entbrannte ein jahrelanger heftiger Streit um die Realisierung des Projekts. Die Bürgerinitiative und Theisen gaben die Rekonstruktion der Figurengruppe im Februar 1989 bei Raimund Kittl in Auftrag, ohne dass eine Einigung mit der Landesregierung getroffen worden war. Die Schenkung der Landzunge am Deutschen Eck durch die Landesregierung an die Stadt Koblenz machte im Mai 1992 den Weg für das Errichten der Rekonstruktion frei.
Als Vorlage für die Rekonstruktion stand Kittl und seinen Mitarbeitern neben den wenigen noch vorhandenen Bruchstücken auch eine verkleinerte Nachbildung des Originalstandbildes zur Verfügung, die im Mittelrhein-Museum aufbewahrt wird. Sie verwendeten nicht wie ursprünglich getriebene und auf ein Eisengerüst montierte Kupferplatten, sondern erstellten 84 Einzelteile aus widerstandsfähigerem Bronzeguss, die sie zu einem Hohlkörper zusammenschweißten. Für die einzelnen Teile wurden unterschiedliche Legierungen genutzt, so dass die entstandene Patina heute verschiedene Farben aufweist und die einzelnen Gussteile deutlich zu unterscheiden sind. Die Außenwand des Objektes ist zwischen 8 und 30 Millimeter dick, es wiegt 69 Tonnen und ist 14 Meter hoch.
Unter elf Brücken hindurch wurde die fertiggestellte Rekonstruktion des Reiterstandbildes von Düsseldorf rheinaufwärts verschifft, wo sie am 16. Mai 1992 an Bord der MS Futura in Koblenz eintraf. Wegen der notwendigen Sanierung des Sockels lagerte die wiederhergestellte Figurengruppe mehr als ein Jahr im Rheinhafen Koblenz, bis sie am 2. September 1993 vom damals größten fahrbaren Gittermastkran Europas auf den Sockel gehoben wurde.
Andere Werke, die von Kittl handwerklich umgesetzt wurden:
- Kopf des Ferdinand Tönnies vor dem Schloss vor Husum, 14. September 2005[2]
- Guss des Reliefs Königshof von Karl-Heinz Klein Am Königshof in Düsseldorf, 18. November 1995[19]
- Rekonstruktion des Standbilds Kaiser Wilhelms I. von Robert Baerwald in Wilhelmshaven,  1994[20]
- Reparatur des Bergischen Löwen auf dem Willy-Brandt-Platz (Wuppertal), 22. Oktober 1994[21]
- Statue des Willy Millowitsch auf dem Eisenmarkt (Köln), 1992[22]
- Guss der Figuren vor Block von  Michael Irmer an der Ecke Hansaallee / Prinzenallee in Düsseldorf, 1992/1997[23]
- Guss der Skulptur Schiff auf Welle von Hartmut Wiesner in Wilhelmshaven, 1992[24]
- Teilnachguss des Reiterstandbilds Friedrich Wilhelms III. auf dem Heumarkt (Köln), 1990[25]
- Bronzedenkmal für Ferdinand Tönnies in Oldenswort, 1990[26]
- Guss des St. Florian-Brunnens von Karl-Heinz Klein an der Ecke Peter-Adolphs-Straße / Petersstraße in Düsseldorf, 15. Mai 1987[27]
- Guss des Heimatbrunnens von Karl-Heinz Klein auf dem Maxplatz (Düsseldorf), 1981[28]
- Guss des Heinrich-Heine-Monuments von Bert Gerresheim auf dem Schwanenmarkt in Düsseldorf, 1981[29]
- Verschiedene Aluminiumgüsse von Arbeiten des Bildhauers Karl Bobek (Lehmann, Lehmanns Freundin, Beobachter, Alte Hure I, Junge Hure I, Junge Hure II, Centurio [Porträt Willi Kemp]) zwischen 1977 und 1987[30]